# Heinrich Hertwig
Johann Christoph Heinrich Hertwig, auch Heinrich Hertwich (* 22. August 1819 in Wurzbach; † 13. August 1889 in Gera) war ein deutscher Richter und Politiker.

## Leben
Hertwig war der Sohn des Gürtlermeisters Johann Christoph Hertwig aus Wurzbach und dessen Ehefrau Catharina Dorothea Johanna geborene Hof. Hertwig, der evangelisch-lutherischer Konfession war, heiratete am 5. Juni 1843 in Wurzbach Johanna Christiana Bauer (* 4. Juni 1816 in Wurzbach), die Tochter des Lein- und Barchentwebers Johann Christian Heinrich Bauer aus Wurzbach.
Hertwig besuchte das Gymnasium Rutheneum in Gera und legte dort 1839 das Abitur ab. Danach studierte er Staats- und Rechtswissenschaften. Am 11. September 1852 wurde er Staatsanwalt mit dem Aufgabengebiet der Verfolgung von Preßvergehen im Landesteil Lobenstein-Ebersdorf und der Pflege Saalburg. 1855 war er Justizamtsassessor beim Justizamt Gera, wo er 1858 als Dirigent der dritten Abteilung mit dem Titel „Rat“ genannt wird. Danach war Amtsrichter am Amtsgericht Gera. Am 1. Juli 1863 wurde er Rat beim Kreisgericht Schleiz und am 23. September 1863 Kreisgerichtsdirektor. 1879 wurde er erster Amtsrichter am Amtsgericht Gera und mit dem Titel eines Geheimen Justizrates ausgezeichnet. Am 1. Januar 1881 trat er auf eigenen Wunsch in den Ruhestand. 1875 wurde er mit dem fürstlichen goldenen Ehrenkreuz ausgezeichnet.
Vom 20. Februar 1856 bis 1857 war er Mitglied im Landtag Reuß jüngerer Linie.